# Досье «Ипкресс» (фильм)
«Досье́ „Ипкре́сс“» (англ. The Ipcress File) — кинофильм, шпионский детектив режиссёра Сидни Фьюри, вышедший на экраны в 1965 году. Экранизация одноимённого романа Лена Дейтона. Первый фильм об агенте Гарри Палмере, роль которого исполнил Майкл Кейн. Три премии Британской киноакадемии, в том числе за лучший британский фильм года.

## Сюжет
Похищено несколько крупных учёных. Сержант Гарри Палмер переведён в отдел, который занимается поисками пропавших. Подозрение падает на выходца из Албании Грантби по прозвищу «Зимородок». На окраине Лондона, внутри производственного помещения одной подозрительной заброшенной фабрики, рядом с которым был замечен один из людей Зимородка, Палмер находит магнитную звукозаписывающую ленту, на которой написано: «ИПКРЕСС» (IPCRESS), но что означают эти буквы? Однажды один из коллег Палмера по отделу просит его взглянуть на книгу, на обложке которой написано: «Внушение психического расстройства с помощью условного рефлекса во время стресса» (Induction of Psychoneuroses by Conditioned Reflex under Stress): коллега говорит, что, возможно, это имеет отношение к их расследованию, и «ИПКРЕСС» — это аббревиатура названия этой книги (IPCRESS — Induction of Psychoneuroses by Conditioned Reflex under Stress). Коллега одалживает автомобиль Палмера, в котором его вскоре убивают, и Палмер подозревает, что его убили из-за его автомобиля, и на самом деле хотели убить Палмера. Палмер пытается скрыться из Лондона.

## В ролях
| Актёр           | Роль                                       |
| --------------- | ------------------------------------------ |
| Майкл Кейн      | Гарри Палмер (озвучивал Александр Клюквин) |
| Найджел Грин    | майор Долби                                |
| Гай Долман      | полковник Росс                             |
| Сью Ллойд       | Джин Кортни                                |
| Гордон Джексон  | Джок Карсвелл                              |
| Обри Ричардс    | доктор Рэдклифф                            |
| Фрэнк Гатлифф   | Эрик Эшли Грантби («зимородок»)            |
| Оливер Макгриви | («щегол»)                                  |

## Награды и номинации
- 1965 — участие в конкурсной программе Каннского кинофестиваля.
- 1966 — три премии BAFTA: лучший британский фильм (Сидни Фьюри), лучший британский художник-постановщик (Кен Адам)[2], лучший британский оператор (Отто Хеллер). Кроме того, лента была номинирована в двух категориях: лучший британский актёр (Майкл Кейн), лучший британский сценарий (Билл Кэнэуэй, Джеймс Дорэн).
- 1966 — премия «Эдгар» за лучший иностранный фильм (Билл Кэнэуэй, Джеймс Дорэн).
- 1966 — номинация на премию Гильдии режиссёров США за лучшую режиссуру художественного фильма (Сидни Фьюри).